# Crystal Atari Browser
Crystal Atari Browser (CAB) ist ein Webbrowser für TOS-Systeme (Atari ST, Atari TT, Atari Falcon, Milan, Hades). Er wurde von dem Darmstädter Entwickler Alexander Clauss geschrieben.
CAB unterstützt den HTML-Standard bis inklusive Version 3.2 und die wichtigsten HTML-Erweiterungen des Netscape Navigators 3.0 und des damaligen Microsoft Internet Explorers, einschließlich Tabellen, Frames und GIF-Animationen. Zusammen mit einem speziellen Texteditor kann CAB auch zum Entwerfen eigener HTML-Dokumente verwendet werden. Änderungen an einer Seite werden dann sofort in CAB angezeigt, ohne dass das Dokument manuell neu geladen werden muss. Fehler in der HTML-Datei zeigt CAB durch ein Symbol in der Werkzeugleiste an. Das Programm ist mit einer Größe von 350 KB schlank und schnell. CAB zählt zu den beliebtesten Webbrowsern für die Atari-Platform.
Vertrieben wurde CAB durch die Firma Application Systems Heidelberg. Die Entwicklung wurde mit der Version 2.8 im Jahre 2001 eingestellt. Der Nachfolger des Programms ist iCab für Mac OS, Mac OS X und iOS.